# Tumbergs församling
Tumbergs församling var en församling i Skara stift och i Vårgårda kommun. Församlingen uppgick 1989 i Kullings-Skövde församling.

## Administrativ historik
Församlingen har medeltida ursprung. 
Församlingen var till 1989 annexförsamling i pastoratet Algutstorp, (Kullings-)Skövde, Södra Härene, Landa och Tumberg som till 1962 även omfattade Bråttensby församling. Församlingen uppgick 1989 i Kullings-Skövde församling.

## Kyrkor
Som sockenkyrka användes sedan 1560-talet Kullings-Skövde kyrka.